# Izumi-ku (Sendai)
Pour les articles homonymes, voir Izumi-ku.
Izumi (泉区, Izumi-ku) est l'un des cinq arrondissements de la ville de Sendai au Japon. Il est situé au nord de la ville.
En 2016, sa population est de 216 705 habitants pour une superficie de 146,61 km2, ce qui fait une densité de population de 1 480 hab./km2.

## Lieux notables
- Stade de Sendai

## Transport publics
L'arrondissement est desservi par la ligne de métro Namboku.